# Ilhas Ons
As Ilhas Ons ou Arquipélago de Ons (do galego: Illas Ons) são um arquipélago situado à saída da Ria de Pontevedra. A ela pertencem as ilhas de Onza (ilha granítica pequena de difícil acesso) e Ons, pertencentes ao concelho de Bueu e ao Parque Nacional das Ilhas Atlânticas da Galiza. Nelas há praias, calas, cantis e furnas.

## Geografia
O arquipélago das Ilhas Ons está formado por duas grandes ilhas e vários ilhotes:
- Ilha de Ons
- Ilha de Onza
- A Freitosa, o maior ilhote, junto co seu ilhote gêmeo A Freitosa de Terra, ambos dois muito perto da costa sudoeste da ilha.
- O Centolo, no seu extremo norte, de destacada forma, trata-se da parte do arquipélago mais achegada à terra firme.
- O Cairo, situado frente do antigo cemitério da ilha. Trata-se de um penhasco rochoso cuja característica forma de dente canino (cairo em galego).
- A Laxe do Abade, perto do cais. De valor histórico por possuir no seu cume um sepulcro antropomorfo medieval lavrado na pedra.
- A Pedra do Fedorento, ao sul da ilha.
- A Illa do Xuvenco, ao norte.
- O Con dos Galos, e outros de menor tamanho e importância.

## Galeria de imagens

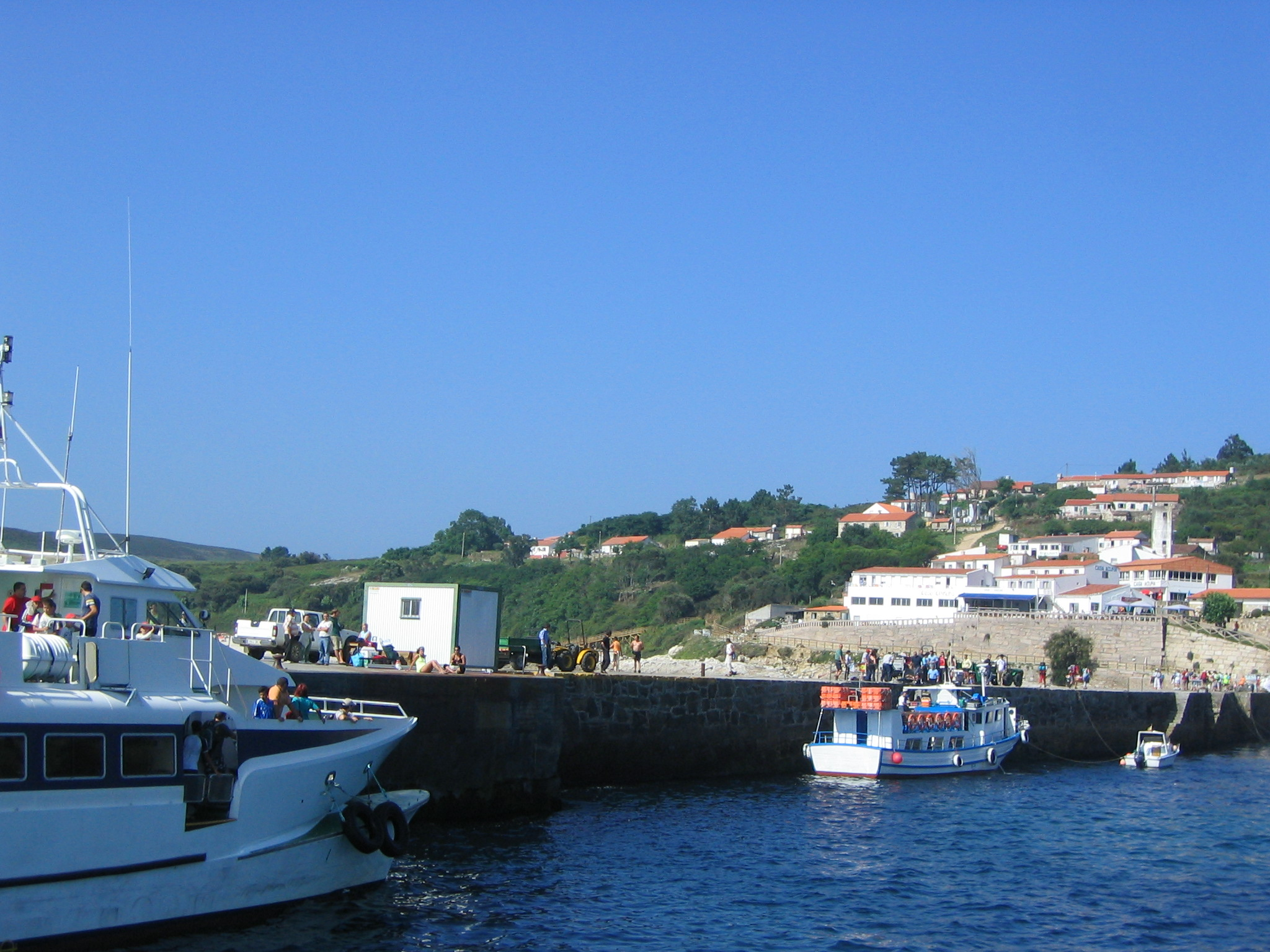
Cais do Curro
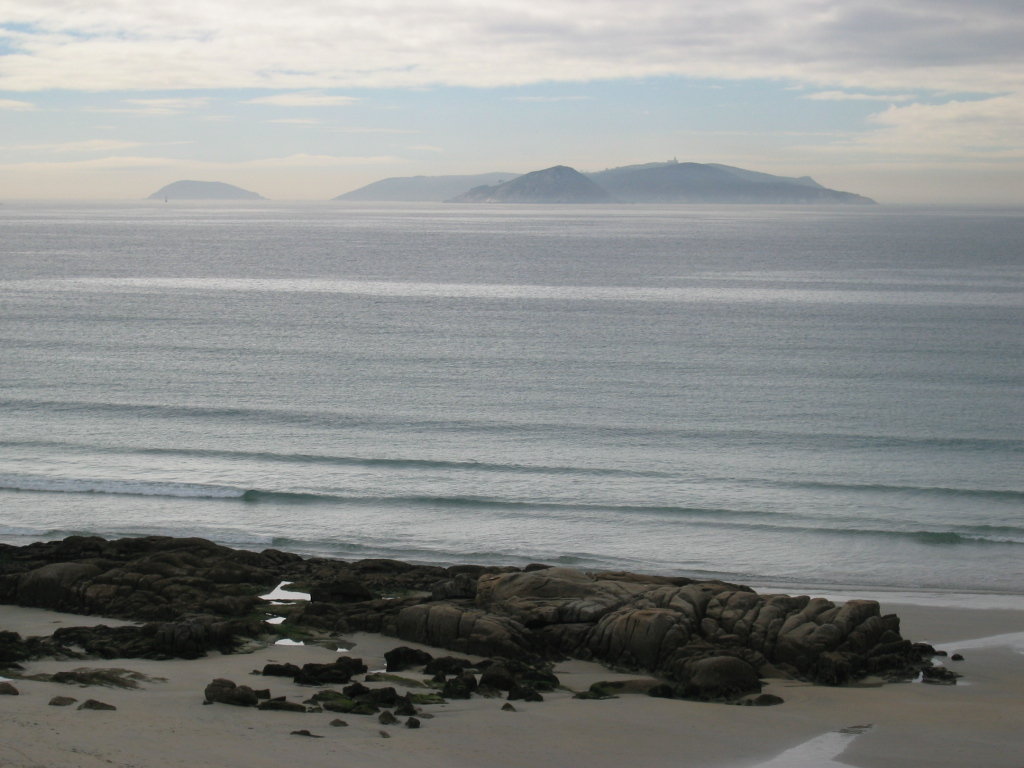
Ilhas Ons vistas desde A Lanzada
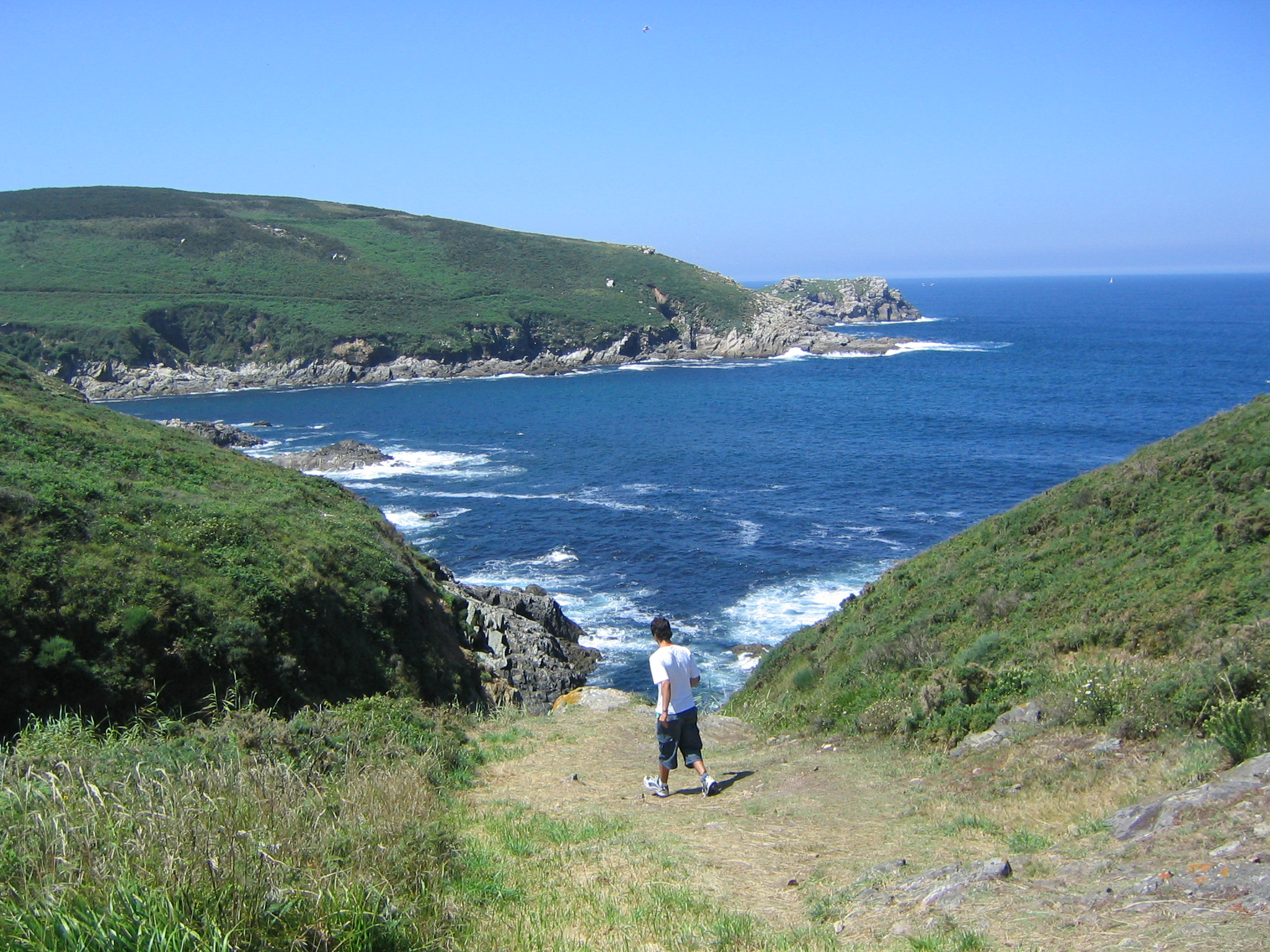
Enseada de Caniveliñas
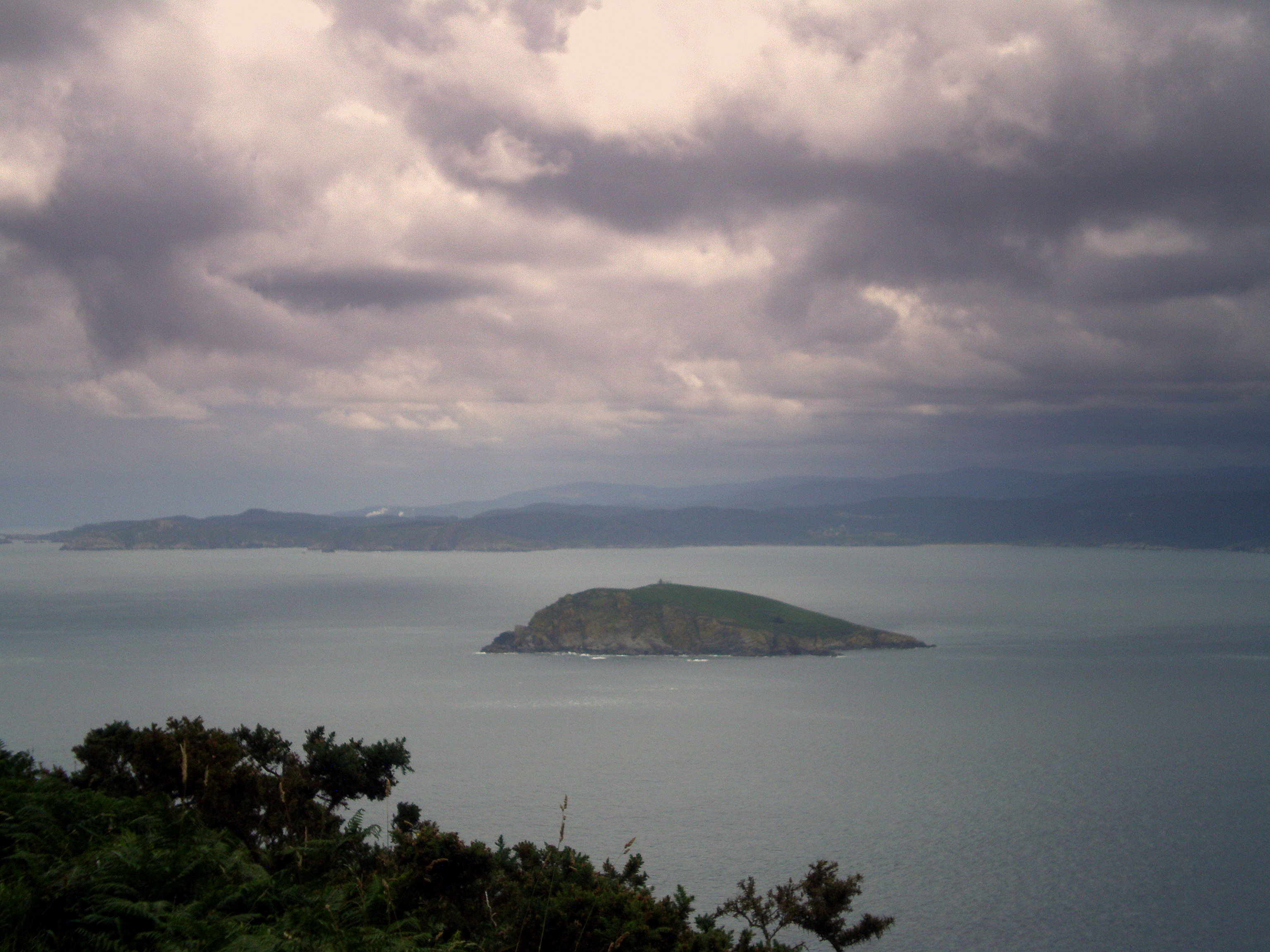
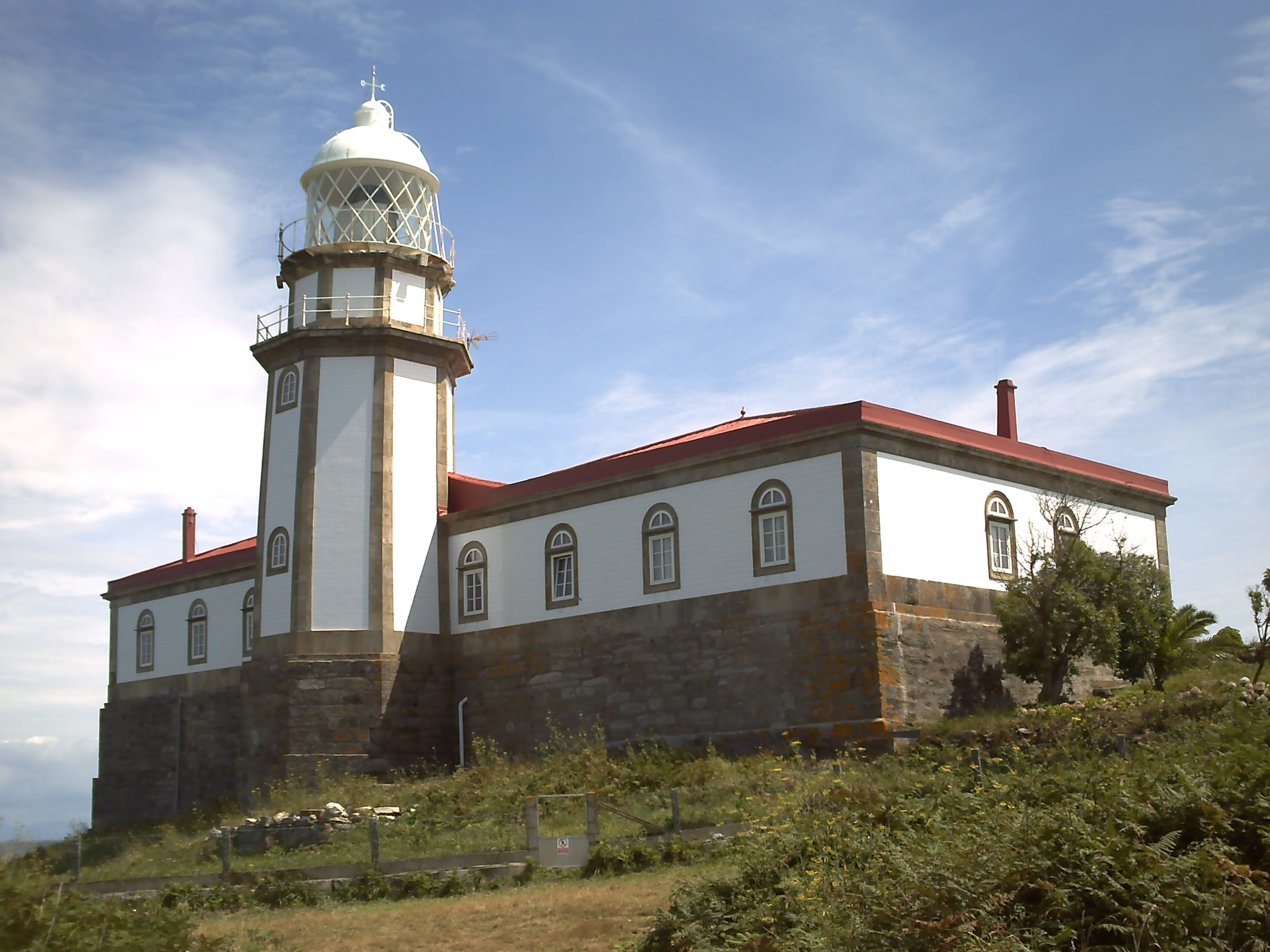
Farol situado na Ilha de Ons
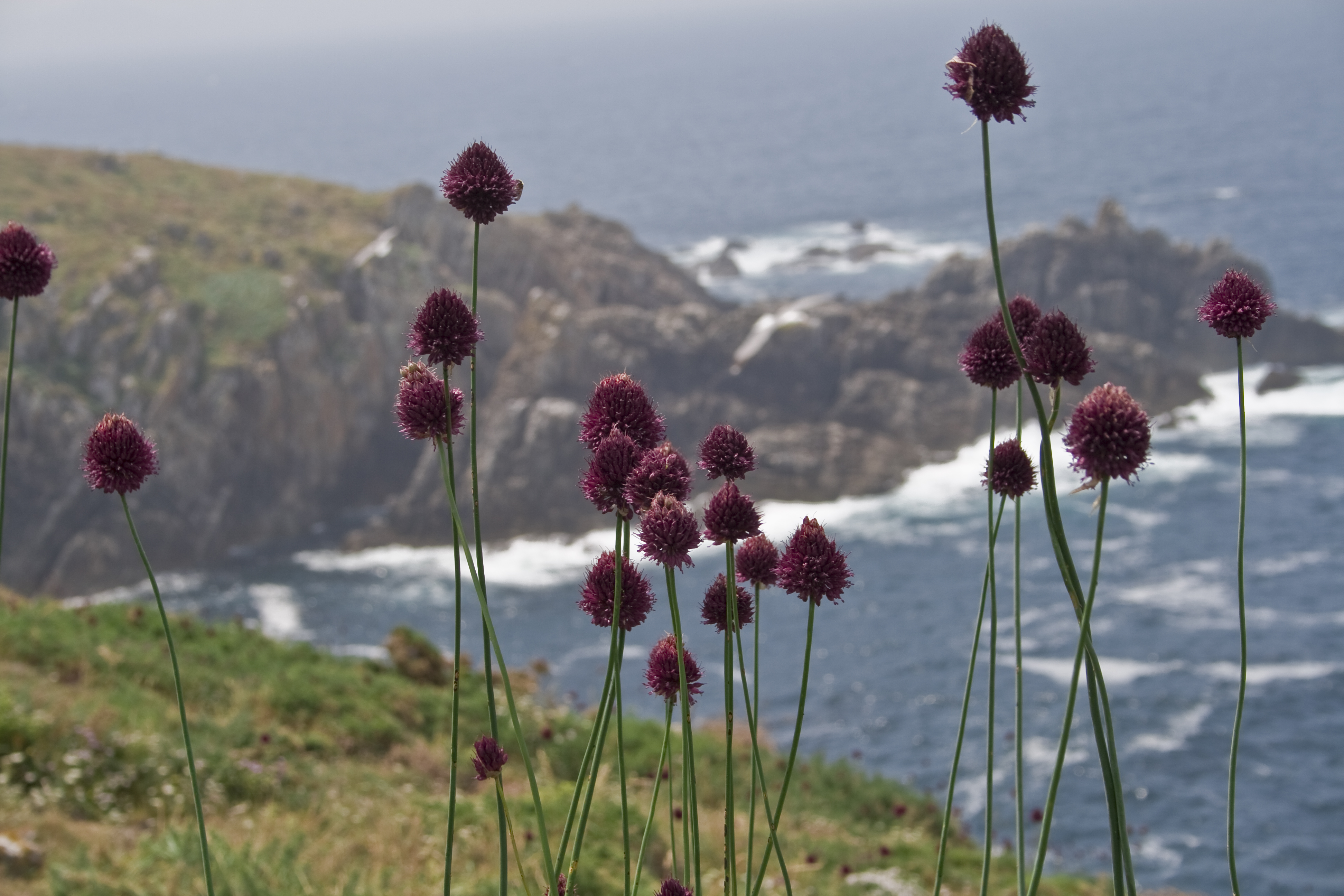
Flores nas Ilhas.